# المركز الإسلامي المصري في الأورغواي
المركز الإسلامي الثقافي المصري في الأورغواي (بالإسبانية: Centro Islámico Egipcio de Cultura) هو مركز إسلامي تم انشاؤه في أورغواي بالتعاون بين السفارة المصرية ومسلمي الأورغواي لخدمة المسلمين الذي يقدر عددهم بنحو 500 مسلم، قام المركز بانشاء أول مسجد في البلاد عام 2008 في العاصمة مونتفيديو.
تقوم وزارة الأوقاف المصرية بإيفاد أئمة وخطباء للعمل بالمركز بشكل دوري، يقوم المركز بالتعريف بالإسلام عن طريق نشرات باللغة الإسبانية إلى جانب احياء بعض المناسبات الدينية الإسلامية، بجانب النشاط الإسلامي يرعى المركز فعاليات ثقافية تقيمها السفارة المصرية في الأورغواي.